# Echinocaridina
De Echinocaridina zijn een onderorde van uitgestorven kreeftachtigen uit de klasse van de Malacostraca (hogere kreeftachtigen).

## Families
- Aristozoidae Gürich, 1929 †
- Echinocarididae Clarke in Zittel, 1900 †
- Ptychocarididae Rode & Lieberman, 2002 †